# Campanha Out

O A escarlate.

A Campanha Out (em inglês: Out Campaign) é uma iniciativa de sensibilização da opinião pública para o livre-pensamento e ateísmo endossado pelo proeminente ateu Richard Dawkins. A campanha é uma tentativa de criar uma imagem mais positiva sobre o ateísmo, fornecendo um meio pelo qual os ateus possam identificar-se para outras pessoas através da utilização do A escarlate. Ele encoraja aqueles que querem ser parte da campanha a sair, alcançar, expressar, afastar, projetar-se, e reaprioriar, de maneira bem humorada, o estigma social que em alguns lugares persiste contra o ateísmo, se exibindo com uma irônica letra escarlate.

... há uma grande população de ateus no armário que precisam sair de lá.
Richard Dawkins
Dawkins, um proponente do movimento, sugeriu que o movimento pelos direitos gay foi uma fonte de inspiração para a campanha.
A campanha, entretanto, encoraja apenas o indivíduo a se fazer sair do armário; exorta ateus a:
- 'alcançar' e conversar com outros sobre ateísmo e ajudar a espalhar uma visão positiva do ateísmo
- 'expressar' suas próprias crenças e valores sem se sentirem intimidados, assim ajudando as pessoas a perceberem que os ateus não cabem nos estereótipos e são um grupo muito diverso
- 'afastar', ou seja, promover a ideia de que a religião deve ser mantida fora das escolas públicas e do governo, e que não se deve permitir que a opinião religiosa de ninguém sirva para intimidação
- 'projetarem-se' e tornarem-se visíveis em suas comunidades, envolvendo-se e usando o A escarlate.

A campanha produz itens de vestuário discretos com o tema da letra A escarlate, e o termo 'OUT' do inglês, tipograficamente isolado, que está contido nos tópicos 'reach out', 'speak out', 'keep out' e 'stand out' listados acima. Não há referência direta ao ateísmo a não ser o uso desses símbolos. O A escarlate é um dos símbolos mais populares para o ateísmo na internet. Embora a campanha não tenha como alvo qualquer religião em particular, apenas o teísmo em geral, a maioria cristã americana mesmo assim começou a responder, com alguns inclusive considerando a campanha um chamado ao combate.
A campanha atualmente produz camisetas, jaquetas, adesivos, e broches vendidos pela loja online, e os fundos se destinam à Fundação Richard Dawkins para a Razão e a Ciência (RDFRS).
Há também uma aplicação no Facebook para aqueles que queiram sair publicamente 'do armário' para seus amigos. Ela exibe a 'letra escarlate' no perfil daqueles que aderem.